# Matangi (sjö i Antarktis)
Matangi är en sjö i Antarktis. Den ligger i Östantarktis. Norge gör anspråk på området. Matangi ligger 127 meter över havet. Den ligger vid sjöarna  Shel'fovoe Lakshmi Vijaya och Karovoevatnet.
I övrigt finns följande vid Matangi:
- Jaya (en sjö)
- Lakshmi (en sjö)
- Vijaya (en sjö)